# Walter A. Berendsohn
Walter Arthur Berendsohn (* 10. September 1884 in Hamburg; † 30. Januar 1984 in Stockholm) war ein deutscher Literaturwissenschaftler, der aus dem nationalsozialistischen Deutschland nach Schweden emigrierte.

## Leben
Walter A. Berendsohn war ein Sohn des Kaufmanns Bernhard Salomon Berendsohn (1856–1889) und der Florette Berendsohn, sein Bruder Kurt wurde Opfer des Holocaust, seinen zwei Schwestern gelang die Flucht, ebenso seinem älteren Bruder Robert (1883–1948), der als Kaufmann und Makler arbeitete und in Altona in der SPD aktiv war. Er studierte Germanistik, Nordistik und Philosophie an den Universitäten Berlin, Freiburg, München und Kiel. Während seiner Studienzeit war er Mitglied der Freistudentenschaft. In Kiel promovierte er 1911 zum Dr. phil. Nach seiner Habilitation im Jahr 1920 wurde er 1926 zum nichtbeamteten außerordentlichen Professor für Germanische Philologie an der Universität Hamburg ernannt. Neben seinem Beruf engagierte er sich mit Vorträgen, Taufen und Trauungen in der Hamburger freireligiösen Gemeinde und im Deutschen Monistenbund. Er trat 1920 der Freimaurerloge Menschentum bei, die zum Freimaurerbund Zur aufgehenden Sonne gehörte, in welchem eher humanistisch-achristlich und monistisch-freireligiös orientierte Männer Mitglied waren; auch Carl von Ossietzky war dort Mitglied. Außerdem war Berendsohn politisch sehr engagiert und Mitglied der SPD. Er nahm öffentlich gegen den aufkommenden Nationalsozialismus Stellung.
Greta Wehner erinnerte sich 2006 daran, dass sich ihre Eltern, die Gärtnerin Charlotte Clausen (* 20. August 1903 in Flensburg – 1979 als Ehefrau von Herbert Wehner) und der Schiffszimmermann und kommunistischen Widerstandskämpfer Carl Burmester in einer SAJ-Gruppe in Blankenese kennengelernt hätten, „die sich bei dem jüdischen Sozialdemokraten Berendsohn traf.“
1933 wurde Berendsohn von den Nationalsozialisten als Jude und Sozialdemokrat die Lehrbefugnis entzogen. Im Oktober 1933 entkam er mit seiner Frau Dorothea, geborene Eggert, und ihren zwei Kindern der drohenden Verhaftung durch Emigration nach Dänemark. 1936 wurde ihm die deutsche Staatsbürgerschaft aberkannt und sein Eigentum eingezogen. Auch der Doktorgrad wurde ihm entzogen. In völliger Armut lebend erhielt er von 1938 bis 1940 ein Stipendium der American Guild for German Cultural Freedom. Am 26. September 1943 mussten die Berendsohns mit einem Fischerboot nach Schweden flüchten. Dort arbeitete Berendsohn lange als ein einfacher Archivmitarbeiter im Strindbergarchiv. Erst Mitte der 1950er Jahre erhielt er eine Gastprofessur an der Universität Stockholm. Er war Mitbegründer des Freien Deutschen Kulturbundes (FDK) in Schweden. 1974 erhielt er die Ehrendoktorwürde der Universität Stockholm.
Nach Ende des Zweiten Weltkriegs versuchte Berendsohn wieder Kontakte nach Hamburg zu knüpfen. Obwohl das Hochschulamt es gegenüber den Professoren für erforderlich hielt, das an Berendsohn verübte Unrecht wiedergutzumachen, geschah nichts. Berendsohn musste in demütigender Weise beantragen, dass ihm Doktor- und Professorentitel wieder zuerkannt wurden. Seine Wiederernennung und auch die Wiederverleihung des Doktorgrades wurden von den Professoren am Literaturwissenschaftlichen Seminar der philosophischen Fakultät hintertrieben. 1954 erhielt Berendsohn das Bundesverdienstkreuz. Im selben Jahr teilte die philosophische Fakultät Berendsohn mit, dass ihm die venia legendi wieder zuerkannt sei. Unter Hinweis auf „die erheblichen Bedenken, die gegen Ihre wissenschaftliche Tätigkeit erhoben worden sind“, wurde ihm aber nahegelegt, davon in Hamburg keinen Gebrauch zu machen. 1956 beantragte Berendsohn bei der Hochschulbehörde im Rahmen der Wiedergutmachung seine Ernennung zum beamteten außerordentlichen Professor. Die Philosophische Fakultät lehnte diesen Antrag als Fachabteilung ab, weil Berendsohn wissenschaftlich nicht ausreichend qualifiziert sei. 1958 startete der damalige Rektor der Hamburger Universität Karl Schiller einen erneuten Versuch, den damals schon 74-jährigen Berendsohn zu rehabilitieren. Auch dieser Vorstoß wurde von der Philosophischen Fakultät zurückgewiesen. Erst 1983 lenkte die Fakultät ein und verlieh Berendsohn im Alter von 99 Jahren den Ehrendoktortitel. Der Titel wurde ihm am 16. Januar 1983 in einer feierlichen Veranstaltung in Stockholm überreicht. Dabei bedankte sich die Universität bei Berendsohn ausdrücklich dafür, dass er nach der für die Universität beschämenden Vorgeschichte die Verleihung dieser Ehrung nicht abgelehnt hatte.
Berendsohn lebte bis zu seinem Tod im Stockholmer Stadtteil Bromma.

## Wirken
Walter A. Berendsohn gilt mit dem 1939 erstellten Werk Die humanistische Front als Begründer der deutschen Exilliteraturforschung. Er arbeitete viele Jahrzehnte am Germanistischen Institut der Universität Stockholm, wo er 1969 zusammen mit Helmut Müssener, dem heutigen Leiter des Instituts, die Stockholmer Koordinationsstelle zur Erforschung der deutschsprachigen Exil-Literatur einrichtete. Die Hamburger Arbeitsstelle für deutsche Exilliteratur (HafdE) wurde 2001 ihm zu Ehren in Walter-A.-Berendsohn-Forschungsstelle für deutsche Exilliteratur (BFfdE) umbenannt.
Bekannt wurde Berendsohn auch als Biograph und Förderer der Schriftstellerin Nelly Sachs.

## Werke (Auswahl)

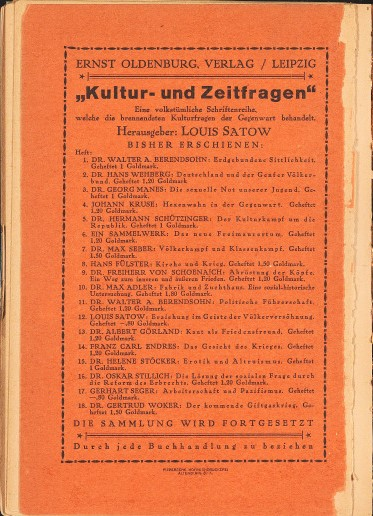
Erdgebundene Sittlichkeit

- Der Impressionismus Hofmannsthals als Zeiterscheinung. Eine stilkritische Studie. Gente, Hamburg 1920.
- Die Ethik studentischen Lebens. Fackelreiter-Verlag, Werther (Teutoburger Wald) 1923 (zuerst Gente, Hamburg 1920).
- Henri Fort: Kleine schwedische Sprachlehre. Bearb. von Walter A. Berendsohn, 5. Auflage, Groos, Heidelberg 1923.
- Politische Führerschaft. Ernst Oldenburg Verlag, Leipzig 1924.
- Selma Lagerlöf. Heimat und Leben, Künstlerschaft, Werke, Wirkung und Wert. A. Langen, München 1927.
- Knut Hamsun. Das unbändige Ich und die menschliche Gemeinschaft. A. Langen, München 1929.
- Der Freiheitskampf gegen die Trinksitten. Ein Aufruf an die Jugend. Neuland-Verlag, Berlin [1929].
- Weltkriegserinnerungen. Neumann, Prag [1934].
- Der lebendige Heine im germanischen Norden. Mit einem einl. Beitr. von Johannes V. Jensen. Schønberg, Kopenhagen 1935.
- Zur Vorgeschichte des „Beowulf“. Mit einem Vorwort von Otto Jespersen, Levin & Munksgaard, Kopenhagen 1935.
- Humanisme i det 20. Aarhundererde. Kolding 1937.
- Die humanistische Front. Einführung in die deutsche Emigranten-Literatur. Teil 1: Von 1933 bis zum Kriegsausbruch. Europa Verlag, Zürich 1946 (entstanden zwischen 1933 und 1945, Nachdruck bei Georg Heintz, Worms 1976).
- Die humanistische Front. Einführung in die deutsche Emigranten-Literatur. Teil 2: Vom Kriegsausbruch 1939 bis Ende 1946. Georg Heintz, Worms 1976 (Manuskript 1953).
- Aufbauarbeit in Israel. Erlebnisse, Studien, Betrachtungen. Berlin 1953.
- August Strindberg. Ein geborener Dramatiker. München 1956.
- Flucht von Dänemark nach Schweden. In: Egon Schwarz, Matthias Wegner (Hrsg.): Verbannung. Aufzeichnungen deutscher Schriftsteller im Exil. Christian Wegner, Hamburg 1964, S. 100–105.
- Thomas Mann. Künstler und Kämpfer in bewegter Zeit. Schmidt-Römhild, Lübeck 1965.
- 153 Autobiographien der Flüchtlinge aus dem Dritten Reich. Eigenverlag, Bromma 1966 (aus dem Manuskript gedruckt).
- Innere Emigration. Bromma 1971.
- Thomas Mann und die Seinen. Bern/München, Francke 1973, ISBN 3-7720-1054-7.
- August Strindberg. Der Mensch und seine Umwelt, das Werk, der schöpferische Künstler. Rodopi, Amsterdam 1974 (Amsterdamer Publikationen zur Sprache und Literatur, Bd. 4), ISBN 90-6203-061-0.
- Der Meister des politischen Romans: Lion Feuchtwanger. Stockholm 1976 (Reihe: Schriften des Deutschen Instituts der Universität Stockholm).
- Nelly Sachs. Einführung in das Werk der Dichterin jüdischen Schicksals. Mit einem Prosatext „Leben unter Bedrohung“, einer Auswahl von 30 Briefen aus den Jahren 1946–1958 und einem Bericht über die Nelly-Sachs-Sammlung in Dortmund. Kommentar Manfred Schlösser. Agora, Darmstadt 1974, ISBN 3-87008-046-9.